# 头花独行菜
头花独行菜（学名：Lepidium capitatum）是十字花科独行菜属的植物。分布在不丹、印度、巴勒斯坦、克什米尔地区、尼泊尔以及中国大陆的四川、云南、青海、西藏等地，生长于海拔3,000米的地区，多生长于山坡，目前尚未由人工引种栽培。
种名capitatum意为头状的。